# Jurats de València
Els jurats eren l'òrgan executiu suprem de govern de la ciutat de València a l'època foral, és a dir, durant l'existència del Regne de València (1238-1707). La institució va ser establerta per Jaume I mitjançant el privilegi de 15 de setembre de 1245, i eren llavors quatre membres que havien de seleccionar els seus successors cada any i nomenar els membres del Consell General.
El 1250 i 1266 Pere el Cerimoniós va retallar les seves competències. Des de 1266 els jurats que acabaven el mandat presentaven, amb anticipació deguda al Rei, o al Batle General en la seua absència, la proposta dels que els havien de reemplaçar. El 8 de setembre de 1278 es va deixar establert el sistema de sis jurats, i de nou es va reduir a quatre el 1283 i finalment, el 1er de maig de 1321, va quedar el nombre de persones establert en sis membres de forma definitiva, durant el regnat de Jaume el Just.

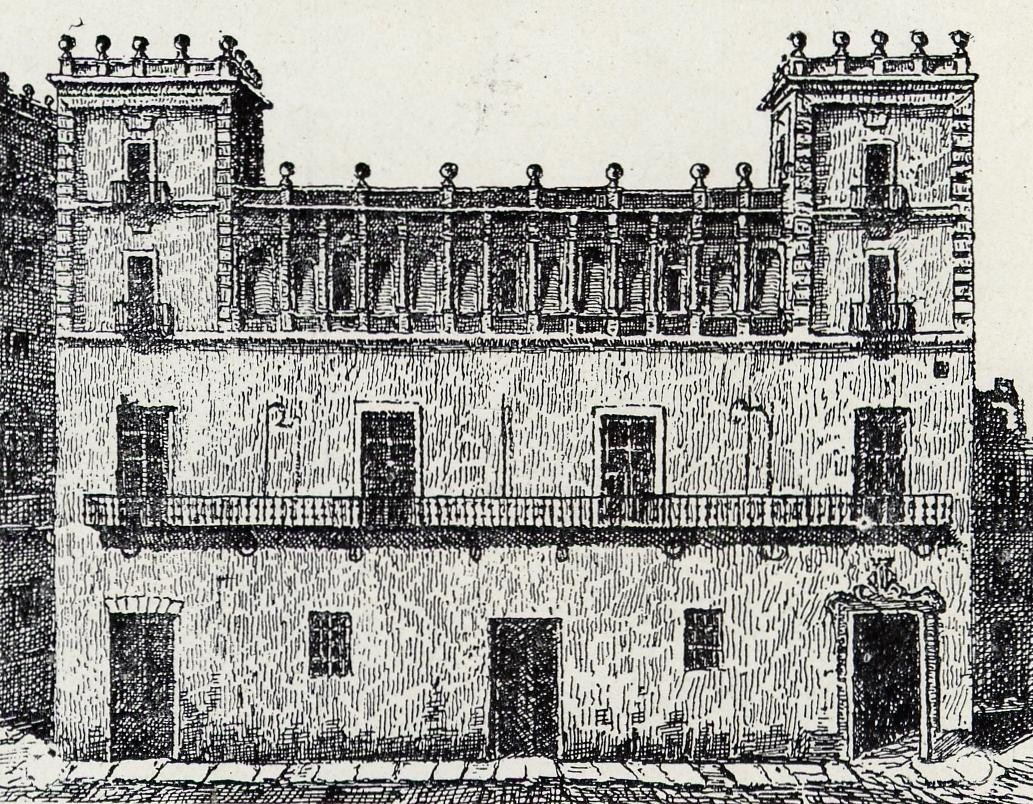
Façana de la Casa de la Ciutat, abans de ser enderrocada

La institució estava formada per «quatre prohoms o ciutadans» i «dos cavallers o generosos», la petita noblesa urbana, triats per un any pel Consell General sobre una llista 12 candidats de cada estament, un ciutadà i un cavaller o generós, per cadascuna de les 12 parròquies de la ciutat, respectivament, que eren elaborades pel Consell General; el paper del rei a l'elecció al principi era merament simbòlic, els nous jurats juraven el seu càrrec davant del Batle general, com a màxim oficial real. Però, a partir de 1418 la monarquia va aconseguir retallar la considerable autonomia que havia assolit la ciutat de València al llarg dels cent anys anteriors, quan el rei Alfons el Magnànim va establir el procediment de la ceda per al nomenament dels jurats. La ceda era una llista de 12 ciutadans i 12 cavallers, i que en realitat era confeccionada pel Mestre Racional que nomenava una persona per parròquia, meitat de cavallers i meitat de ciutadans, i elevava la seua proposta al Lloctinent General, que introduïa a la llista les modificacions que creia convenients; i així es transmetia al Rei, que per la seua banda feia o no les variacions que estimava justes. Completa ja la llista, així, els jurats sortints sortejaven quatre ciutadans i dos generosos per succeir-los. La confecció de la ceda per part del Mestre Racional, feu que es convertira en l'home de confiança del rei, amb unes atribucions que el van convertir de facto en la màxima autoritat del municipi, per damunt dels jurats, car a més de confeccionar la ceda, era qui influïa suggerint quines persones havien de nomenar els jurats per al Consell i per als diferents càrrecs de la ciutat, assegurant-se que eixiren triades persones de confiança del rei.
Es componia el cos dels jurats, per tant, de sis individus. La seua insígnia era una toga o gramalla. Estos delegats populars entenien primerament en el proveïment del regne; podent així prohibir l'extracció dels cereals i dels bestiars del nostre país a un altre, castigant els transgressors; i armar galeres contra els contrabandistes que negociaven en aquest trànsit, imposant-los el càstig assenyalat pels Furs. Dictaven, o confirmaven o aprovaven les ordenances gremials, entenent en les causes promogudes al si dels oficis a gremis; en el coneixement dels negocis d'aigües corrents o estancades immediates a la ciutat; tenien a càrrec seu l'adopció de mesures higièniques en els casos de pesta; i fixaven els preus de les subsistències.

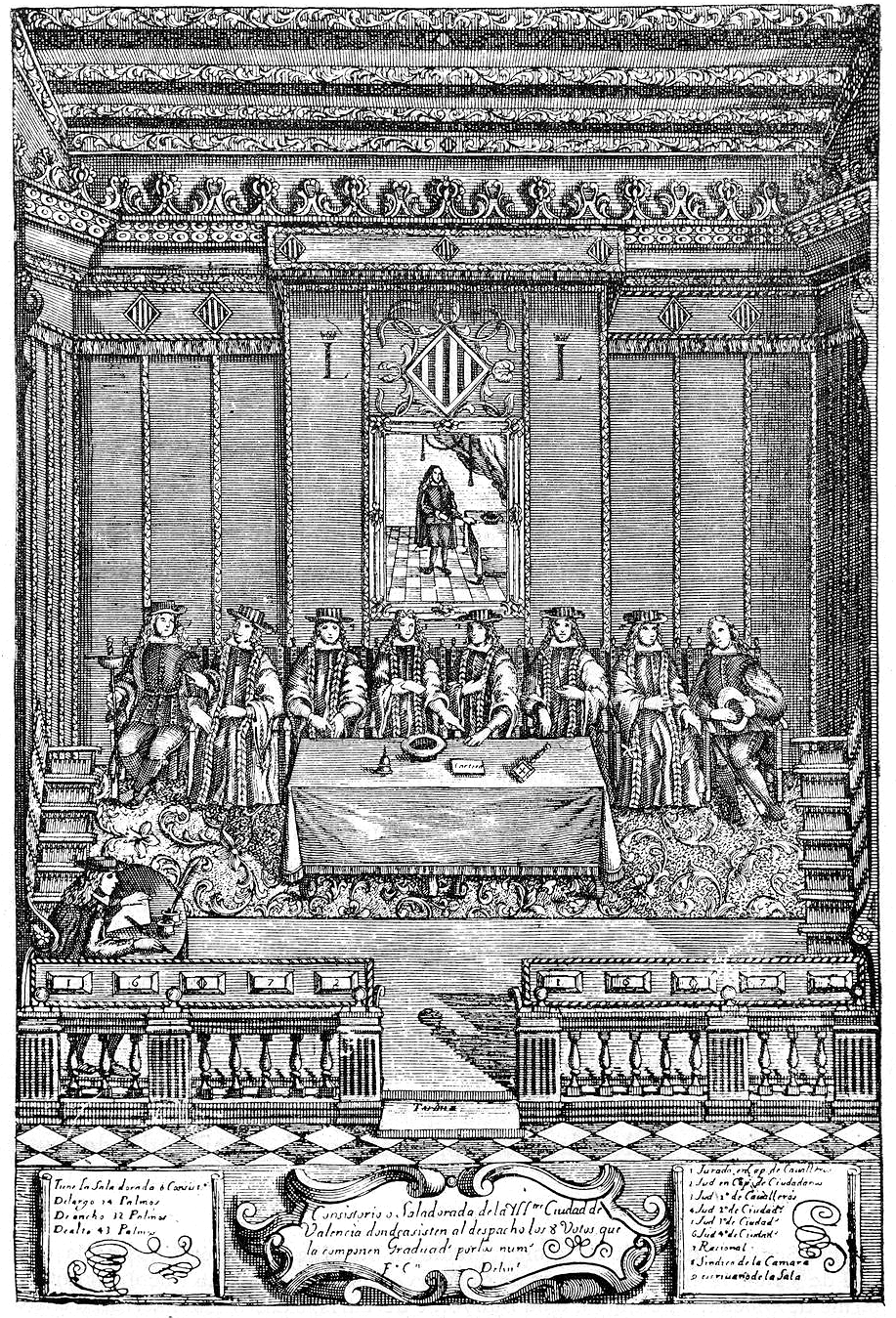
Els jurats a la Cambra Daurada de la Casa de la Ciutat de València de València el 1672

Els jurats formaven part del Consell Secret que era l'òrgan directiu de la ciutat, en qui el Consell General havia delegat la majoria de les seves funcions.
El Consell Secret estava integrat, a més dels sis jurats, pel Mestre Racional que era un antic jurat designat pel rei per un període de tres anys entre tres candidats extrets pel mètode de la insaculació, i que era l'encarregat de la supervisió de les finances municipals, de controlar l'elecció dels jurats a través de la confecció de la ceda que enviava al rei; entre 1418 i 1633 es va convertir de fet en la màxima autoritat municipal; el Síndic, designat pel Consell General, que ostentava la representació o procuració ciutadana davant d'altres instàncies de poder; i quatre advocats de la ciutat i l'escrivà de la Sala, càrrecs vitalicis amb veu però sense vot al Consell Secret.
El 1519, la Revolta de les Germanies va ser un moviment de protesta social impulsat pels gremis de València entre 1519 i 1522 amb el propòsit, entre d'altres, d'alterar la composició dels jurats de la ciutat, de manera que dos de ells foren burgesos: un artesà i un altre notari, farmacèutic o metge. Encara que una volta finalitzada la revolta, amb la repressió que va seguir, l'alteració de la composició dels jurats es va veure frustrada.
Composició dels jurats durant les Germanies
- 1518: Miguel Jerónimo Berenguer, Miquel Àngel Bou, Gaspar Felipe Cruïlles, Francisco Gil, Guillermo March i Bartolomé Vernegal.
- 1519: Jerónimo Blasco, Jeroni Cervera, Francisco Fachs, Onofre Ferrando, Baltasar Miquel i Tomás Vives.
- 1520: Luis Bustamante, Pedro Guillermo García, Andrés Gasull, Andrés Gómis, Gaspar Juan i Jaime Pons.
- 1521: Arnau Bosch, Miquel Àngel Bou, Jeroni Coll, Juan Onofre Fachs, Francisco Navarro i Jaime Ros.
- 1522: Nicolás Benito Alpont, Guillem Ramon Català, Guillem March, Bartomeu Martí, Jaume Penarroja i Bernardo Juan Roig.

El control del Mestre Racional del govern municipal es va mantindre fins al 1633 quan la ciutat va aconseguir el privilegi d'insaculació pel qual a partir de llavors els jurats es designaven per sorteig d'una bossa de 30 cavallers o generosos i de 60 ciutadans. Els jurats eren sis; dos de la classe de cavallers o generosos i quatre de la dels plebeus. El que sortia en sort el primer en cadascuna de les dues classes, es deia jurat en cap o primer dels cavallers, i jurat en cap o primer dels ciutadans. Vet aquí el sistema electoral.
Les parròquies elegien el Consell General. Els electors parroquials havien de ser, segons indicació de Pere I, de la classe major, menor i mitjana dels prohoms. Els oficis que podien exercir aquest dret d'elecció per a individus del Consell eren els següents: comerciants de vara, notaris, mariners, paraires, freners, sabaters, sastres, pellissers, tallants, corretgers, fusters, robers, ferrers, pescadors, barbers, corredors, pagesos o hortolans, argenters, aluders, adobers i els de l'ofici de tintorers.
Amb la introducció de la insaculació el 1633, incloent-hi, segons les seves classes, els ciutadans honrats que podien ser elegibles per als càrrecs de Justícia, Racional, Síndics i Mostassaf. D'acord amb aquesta disposició, es formaven tres bosses per al sorteig d'aquestes feines: a la primera es feia insaculació de vint cavallers; a la segona de vint ciutadans que ja hagueren estat jurats, i a la tercera vint més de la mateixa classe que encara no hagueren estat jurats. Tots els anys, la vespra del dia de Pasqua de l'Esperit Sant, se sortejaven, amb grans formalitats, de la borsa dels cavallers dues persones per a jurats, i dues més de la primera borsa dels ciutadans per a jurats segons de la mateixa classe, i dues més de l'última per als de tercera.
Així mateix, de la borsa dels cavallers i de la primera dels ciutadans es feia extracció alternativa d'una persona per al càrrec de Justícia Criminal, i d'una altra per al de Justícia Civil.
L'abandonament de la «forma antiga» de selecció dels jurats, segons James Casey, al qual es van oposar alguns consellers del rei perquè suposava perdre el control directe de la ciutat, va ser degut a la important quantitat de diners que va obtenir la monarquia i també a «la possibilitat de comptar amb una elit estable a València, una oligarquia millor definida que la dels antics «ciutadans», la gratitud de la qual per la defensa dels seus privilegis envers la monarquia els fera més favorables a demandes fiscals ulteriors provinents de la cort».
Els jurats, rebien apel·lacions del jutjat pel Mostassaf i pels administradors de les sises i impostos de València. Podien fer estatuts i ordenances.
Per apel·lar les seves decisions s'acudia al Consell Reial d'Aragó mitjançant un recurs. Les sentències d'amprius era una funció específica dels jurats de València per a tot el Regne, exceptuant Oriola on no tenien jurisdicció. També eren de la seua responsabilitat les terres de marjal, places, carrers, sortides i les riberes del Túria.
La institució dels jurats, com totes les que establien els Furs, van desaparèixer amb l'eliminació dels Furs el 1707, abolits pels Decrets de Nova Planta.